# Son Rutlan
Son Rutlan (antigament grafiat incorrectament Son Rullán o Son Rul·lan) és un barri de Palma del districte de Llevant. Limita a llevant amb els habitatges de Mare de Déu de Lluc, al nord amb Son Cladera pel carrer Arqueisbe Miquel Roca, a ponent també amb Son Cladera, pel Camí de Can Mallol, i al sud amb el Viver pel carrer d'Aragó. El 2018 tenia 1182 habitants.
El barri és força heterogeni i s'ha format en diverses onades. Primer tot eren terres de la possessió de Son Rutlan, d'on el barri pren el nom. La família Rutlan en fou propietària el segle xvii. A la postguerra s'hi va bastir un quarter militar d'aviació i tot un seguit d'habitatges unifamiliars que seguien l'estètica de les colònies de l'Institut Nacional de Colonització, tot al sud de les vies del tren. Anys més tard s'urbanitzà la part de l'altra banda de les vies, amb un establit de xalets i l'escola i l'institut, CEIP Son Rutlan i IES Son Rutlan. El quarter s'anà abandonant, i el 1999 es desmantellà i en el seu lloc s'hi bastiren sis illetes de pisos, un parc i les instal·lacions dels Serveis Ferroviaris de Mallorca. Les antigues cases de Son Rutlan, esbucades a finals del segle xx, es trobaven allà on hi ha les cotxeres d'SFM.